# Мотија
Мотија је био древни и моћни град на острву Сан Панталео код западне обале Сицилије, у лагуни Стагноне између Дрепанума (савремени Трапани) и Лилибеума (модерна Марсала). Налази се у оквиру данашње комуне Марсала, Италија.
Многи антички споменици града су ископани и данас су видљиви.
Мотија је постала позната по мермерној статуи Мотија кочијаша, пронађеној 1979. године и изложеној у локалном музеју Ђузепеа Витакера.

## Имена
Картагињанско насеље је написано у њиховом абјаду. Чини се да име потиче од феничанског трилитералног корена МТР, што би му дало значење „центра за предење вуне“.
Мотија је латинизација грчког имена острва, различито написаног Мотыа (Μοτυα) или Мотые (Μοτυη). Грци су тврдили да је место добило име по жени по имену Мотија коју су повезивали са митовима око Херкула. Италијанско име града појављује се и као Мозиа и Мотија.
Острво је први пут добило име Сан Панталео у 11. веку од базилијанских монаха.

## Локација
Између рта Лилибеј (Цапо Боео) и Аегитхаллуса (Сан Теодоро), обала формира дубоку увалу, испред које се налази дуга група ниских стеновитих острва, названих Стагноне. Унутар њих, и знатно ближе копну, налази се острво Мотија које се раније звало Сан Панталео, на коме леже остаци древног града. Острво је дугачко скоро 850 м и широко 750 м и око 1 км  од копна Сицилије. У античко доба са копном је био спојен насипом, преко којег су до града могла стизати кола са великим точковима.
Ограничени простор на коме је изграђен град слаже се са Диодоровим описом да су куће биле високе и чврсте конструкције, са уским улицама (στενωποι) између њих, што је олакшавало очајничку одбрану становника. Велики део зидова, са зидовима две капије, може се видети круг чији је пречник дугачак око 2,5 километара.
Острво Мотија је у власништву и под управом Фондације Вхитакер (Палермо), познатог по винима Марсала. Музеј има артефакте који приказују египатске, коринтске, атичке, римске, пунске и хеленске утицаје.

## Историја

### Феничански период
Оснивање насеља датира око 800. године пре нове ере, око једног века након оснивања Картагине у Тунису. Као и Картагина, првобитно је била феничанска колонија, који су волели да бирају слична места, и вероватно је првобитно била само комерцијална станица или емпоријум, али је постепено израстао у важан град. Феничани су претворили негостољубиво острво у један од најбогатијих градова свог времена, природно брањеног лагуном.
До 650. године пре нове ере насеље је прерасло у лучки град са поморском трговином која се протезала до централног и западног Медитерана. Овај просперитет је изазвао ривалство са моћном Картагином у близини на северноафричкој обали, упркос њиховом древном заједничком пореклу. То је довело до тога да Картагина порази и сруши Мотију средином 6. века пре нове ере. Мотија се опоравила и становништво је брзо обновило град у монументалним размерама и, након два века без њих, подигло је прве одбрамбене зидине, неке од најранијих у централном Медитерану.
Мотију први помиње Хекатеј из Милета, а Тукидид је бележи међу главним колонијама Феничана на Сицилији у време атинске експедиције 415. пре Христа. Неколико година касније (409. пре Христа), када се картагињанска војска под генералом Ханибалом Магом искрцала на рт Лилибеј, он је поставио своју флоту ради обезбеђења у заливу око Мотије, док је са својим копненим снагама напредовао дуж обале да нападне Селинус. После пада овог потоњег града, речено нам је да је Хермократ, сиракузански изгнаник, који се учврстио на његовим рушевинама, опустошио територије Мотије и Панорма. Током друге експедиције Картагињана под Хамилкаром (407. пре Христа), ове две луке су постале сталне станице картагињанске флоте.

### Картагињански период
Као и друга феничанска насеља на Сицилији, прешла је под владу или зависност Картагине, пошто је Диодор назива картагињанском колонијом, али то можда није сасвим тачно.
Како су се грчке колоније на Сицилији повећавале у броју и значају, Картагињани су постепено напуштали своја насеља на истоку и концентрисали се у три главне колоније Солунтум, Панормус (савремени Палермо) и Мотију. Мотија је постала једно од главних картагињанских упоришта, као и једно од њихових најважнијих трговачких градова на Сицилији због близине Картагине и погодне ситуације за комуникацију са северном Африком, као и природне снаге њеног положаја.

### Опсада Мотије
Важан статус Мотије навео је Дионисије од Сиракузе 398. пре Христа да нападне картагињанску територију на Сицилији. Мотијани, уз подршку Картагине, извршили су припреме за снажан отпор и, пресецањем насипа који их је повезивао са копном, приморали су Дионисија да га поправи или изгради нови насип. Када су Дионисијеве војне машине (међу којима се по први пут појавио страшни катапулт) доведене до зидина, Мотјани су наставили очајнички отпор и након што су зидине и куле пробили надмоћне непријатељске снаге, они су још брањен од улице до улице и од куће до куће. Њихова борба је само повећала мржњу Сицилијанских Грка према Картагињанима и када су Дионисијеве трупе победиле, бациле су на мач цело становништво, мушкарце, жене и децу.
Дионис га је поставио у гарнизон под официром по имену Битон, док га је његов брат Лептин из Сиракузе учинио базом своје флоте. Али следећег пролећа (396. п.н.е.) Химилкон, картагињански војсковођа, пошто се искрцао у Панорму са великим снагама, повратио је Мотију у посед уз релативно мале потешкоће. Мотији није било суђено да поврати свој некадашњи значај, јер је Химилкон био погођен супериорним предностима Лилибејског рта и ту је основао нови град у који је пребацио неколико преосталих становника Мотије.

### Грчки и римски период
Из овог периода Мотиа нестаје из документоване историје. Иако немамо података о томе да је Мотија примила грчко становништво или да је пала у руке Грка пре него што га је Дионисије освојио, постоје новчићи града са грчком легендом „ΜΟΤΥΑΙΟΝ“. Они су, међутим, веома ретки и имитирају оне из суседног града Сегесте.
Археологија је показала да је и даље била насељена, укључујући и богате Грке.
Археолошким ископавањима 2006. откривена је кућа саграђена уз зидине града, а налази из којих су показали да је град имао „успешно становништво дуго након што се верује да су га уништили стари Грци“. Откривени предмети укључују посуде за кување, вазе у феничанском стилу, олтаре и разбоје.

### Средњи век
Током средњег века, базилијански монаси су се населили на острво и преименовали га у Сан Панталео, а 1888. поново га је открио Џозеф Витакер.

### Археологија
Скулптура Мотија кочијаша пронађена 1979. изложена је у музеју Ђузепеа Витакера. То је редак пример победника у трци кочија који је морао бити веома богат да би наручио такво дело. Пронађен је уграђен у феничанска утврђења која су брзо подигнута пре него што је Дионисије И из Сиракузе напао и опљачкао Мотију 397. године пре нове ере.
Његов врхунски квалитет имплицира да га је направио водећи грчки уметник у периоду након њиховог пораза од Персијанаца, али његов стил је другачији од било којег другог из овог периода. Верује се да је опљачкана из грчког града који је Картагина освојила 409-405. пре Христа.

### Најраније насеље
Недавна археологија коју је спровео Универзитет Ла Сапиенца у области „Котона“ пронашла је најраније насеље феничанског насеља које датира из друге четвртине 8. века пре нове ере. Почео је на сидришту идентификованом на јужној обали острва, а нарастао је око оближњих извора, где је подигнута најранија света област. Ово подручје је покренуло брзи раст града и куће које су се шириле по акропољу (који је већ био домаћин огромног праисторијског села). Убрзо су основана три главна центра:
- јужни стамбени кварт са јавним зградама (зграда Ц8 и храм Ц5)
- акрополис
- северни кварт са доковима и индустријским зонама повезаним са обалом насупрот Сицилије.

Најмање две трећине „острва“ је још увек остало слободно за пољопривреду.
Иако се некада сматрало да је то лука, у древним временима ниво мора био је око 1 метар (3 стопе) нижи од данашњег што показује и дубина насипа ка острву по коме би улазак великих бродова у басен би био немогућ.
Уместо тога, то је највећи познати свети базен у древном медитеранском свету, а подручје око Котона, Теменоса или области храма, такође је било свето и било је ограђено полукружним зидом који је био изложен.
Поред Котона су три храма, Баалов храм, Астартин храм и „светилиште Свете Воде“. Храмови Баала и Астарте датирају из првог феничанског насеља 800–750 пне. У то време, место каснијег Котона био је природни изворски базен са бочном страном обложеном блоковима.
Котон је поново изграђен као монументални базен са остатком града између 550-520 пне након што су га уништили Картагињани. Котон је имао платформу у центру као основу за статуу феничанског бога Баала.
Тек након уништења града 397/6. године пре нове ере, део оближњег градског бедема је демонтиран и мали канал отворен у котонском зиду према мору. У каснијем римском периоду (2. до 4. век нове ере) коришћен је за узгој рибе и производњу соли.